# Bill Tilden
William Tatem Tilden (10. února 1893, Filadelfie, USA – 5. června 1953, Los Angeles, tamtéž), přezdívaný „Big Bill“ (Velký Bill), je považován za jednoho z největších tenistů všech dob, a to nejen pro dosažené výsledky, ale také díky dokonale zvládnuté úderové technice a zápasové taktice. Mezinárodnímu tenisu dominoval ve 20. letech 20. století, kdy byl tento americký hráč sedm let na pozici světové jedničky. Je po něm nazván sedmý game setu. Ve dvouhře zvítězil třikrát ve Wimbledonu (1920, 1921, 1930) a sedmkrát na US Open (1920, 1921, 1922, 1923, 1924, 1925, 1929). K tomu vybojoval jedenáct grandslamových titulů v mužské i smíšené čtyřhře. Vyhrál též tři profesionální majory.

## Osobní život a kariéra
Přezdívku „Velký Bill“ získal pro jeho velkou postavu a tenisové výkony, na rozdíl od partnera v družstvu Davisova poháru „Malého Bila“ Billa Johnstona. V období 1920–1926 se spolupodílel na zisku po sobě jdoucích sedmi triumfů Spojených států v Davisově poháru, kdy vyhrál třináct finálových zápasů v řadě. Na tenisových turnajích v této periodě neprohrál důležitý zápas. V roce 1931 přešel od amatérů k profesionálům. Je autorem knihy o tenisové teorii techniky a taktiky zápasu. Podal ucelený rozbor úderů s rotací, stejně jako návod na obranu před nimi. Je považován za zakladatele koncepce celodvorcového stylu. Do mezinárodní tenisové síně slávy byl uveden v roce 1959 v Newportu na Rhode Islandu.

## Tildenův game
Tilden teoreticky rozebral důležitost sedmé hry (7. game) v posledním setu pro důležitost zápasu. Tvrdil, že při zápasech přibližně rovnocenných soupeřů bývá pro vítězství v zápase rozhodující sedmý game posledního setu. Důležitost se navíc zvyšuje při vyhraném podání soupeře za stavu 3:3. V moderní době, kdy je praktikován v daleko větší míře útočný tenis, je tato klasická poučka méně platná. Rozhodující bývá vyhrané soupeřovo podání nezávisle na pořadí hry v setu.

## Statistika turnajů

### Grand Slam
French Championships
- Finalista ve dvouhře: 1927, 1930
- Vítěz ve smíšené čtyřhře: 1930

Wimbledon

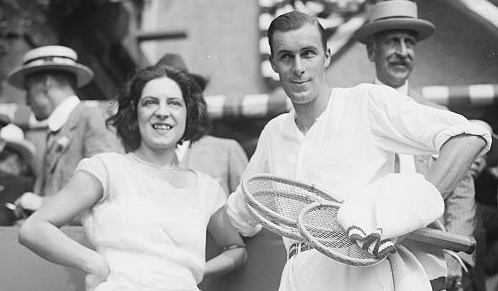
Společně se Suzanne Lenglenovou.

- Vítěz ve dvouhře: 1920, 1921, 1930
- Vítěz ve čtyřhře: 1927

US Championships
- Vítěz ve dvouhře: 1920, 1921, 1922, 1923, 1924, 1925, 1929
- Finalista ve dvouhře: 1918, 1919, 1927
- Vítěz ve čtyřhře: 1918, 1921, 1922, 1923, 1927
- Finalista ve čtyřhře: 1919, 1926
- Vítěz ve smíšené čtyřhře: 1913, 1914, 1922, 1923
- Finalista ve smíšené čtyřhře: 1916, 1917, 1919, 1921, 1924

### Finálová utkání na velkých profesionálních turnajích
Wembley, Anglie
- Finalista ve dvouhře: 1935, 1936, 1937, 1938

Profesionální mistrovství USA
- Vítěz ve dvouhře: 1931, 1935

Profesionální mistrovství Francie
- Vítěz ve dvouhře: 1934

### Další úspěchy
Tenisové mistrovství USA mužů na antuce
- Vítěz ve dvouhře: 1918, 1922, 1923, 1924, 1925, 1926, 1927

Cincinnati
- Vítěz ve dvouhře: 1926

Los Angeles
- Vítěz ve dvouhře: 1927
- Vítěz ve čtyřhře: 1927

World Hard Court Championships (WHCC)
- Vítěz ve dvouhře: 1921

Monte Carlo
- Vítěz ve dvouhře: 1930

Řím
- Vítěz ve dvouhře: 1930

Seabright Invitational (Rumson, New Jersey)
- Vítěz ve dvouhře: 1919, 1927

Queen's Club
- Vítěz ve dvouhře: 1928, 1929